# كريستينه نوستلنغر

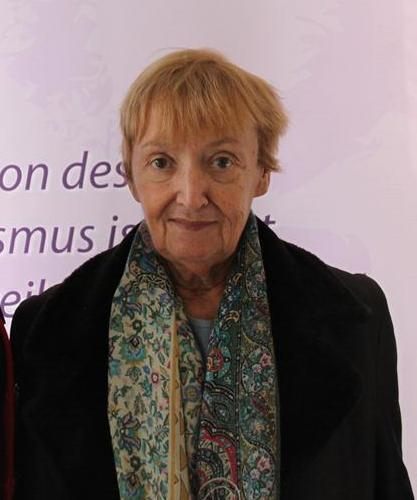
كريستينه نوستلنغر (2012)

كريستينه نوستلنغر (بالألمانية: Christine Nöstlinger) هي كاتبة نمساوية ولدت في 13 أكتوبر 1936 في فيينا؛ توفيت في 28. يونيو 2018 في فيينا، تعتبر من أهم مؤلفي كتب الأطفال والشباب الناطقين باللغة الألمانية. حاصلة على جائزة هانز كريستيان أندرسن، وجائزة أسترد ليندغرن التذكارية.

## حياتها
وصفت كريستينه نوستلنغر، واسم عائلتها قبل الزواج دراكسلر، نفسها بأنها «طفل متوحش وغاضب»، ولكنها تخفف من حدة الوصف في مذكراتها: «كنت أوقح من الآخرين في مثل سني واحتججت بعنف عندما لم يعجبني أمر ما، وكان ذلك سبب واحد بسيط: نحن [المقصود هي وأختها الكبرى إليزابيث] كنا الطفلتان الوحيدتان في محيط واسع اللتان لم تتعرضا لأي صفعات أو عقوبات في المنزل. لذلك كان من السهل أن تغضب وتتوحش».
ولدت لعائلة من الطبقة العاملة، فوالدها فالتر غوث (توفي في 1975) كان يعمل في صناعة الساعات، وكانت والدتها ميخائيلا ميكايلا معلمة في روضة أطفال. كان والداها اشتراكيين وعانى كلاهما تحت حكم النازية. والدتها تمكنت بصعوبة من الحصول على تقاعد مبكر بداعي المرض لألا تتورط وتضطر إلى تلقين الأطفال الموكلين إليها بأغاني وأفكار النازية. كانت علاقة كريستينه مع والدتها صعبة، وبالمقابل كان والدها بالنسبة لها «الواحد الأحد»، وعنه قالت: «حب أبي حاضر في كل ما أفعله».
رغبت بعد اجتيازها لامتحان الثانوية بأن تصبح رسامة، ولكنها بعد ذلك درست الرسومات التجارية في جامعة الفنون التطبيقية. بعد زيجتها الأولى التي انتهت عام 1959 بعد وقت قصير من ولادة ابنتها ، تزوجت في نفس العام من الصحفي إرنست نوستلينغر (توفي عام  2009) وأنجبت منه ابنة ثانية عام 1961.
ابتداء من العام 1970 نشرت نوستلنغر مجموعة متنوعة من الكتب للأطفال والشباب، ونشرت أيضًا أشعارًا باللهجة المحكية وكتبا للطهي. إضافة إلى ذلك، عملت لعدة سنوات في صحيفتي كورير وتيغلش أليس، وأسبوعية «كل الأسبوع» حيث كتبت أعمدة وتعليقات قصيرة، جمعت لاحقا ونشرت في كتاب، كما قدمت نصوصا مكتوبة لدار الإذاعة النمساوية وقدمت برامج إذاعية.

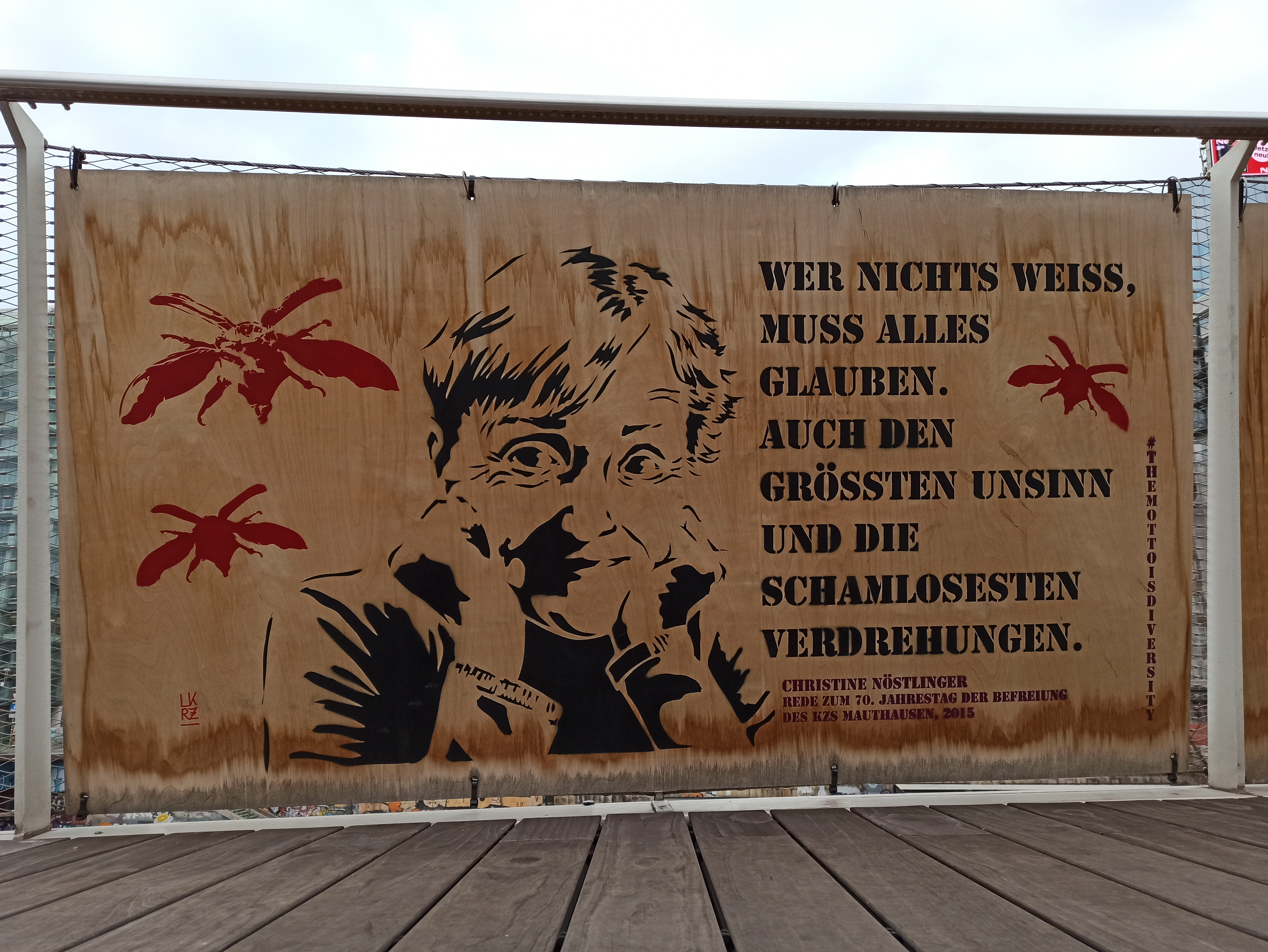
ملصق فني لنوستلنغر مع اقتباس من خطابها في ذكرى تحرير معسكر أوشفتس عام 2015: "من لا يعلم، يكون مجبرا على أن يؤمن، وأن يصدق أكبر الاكاذيب وأوقح التحويرات"

في مايو 2015 ألقت نوستلنغر خطابا في ذكرى تحرير معسكر اعتقال ماوتهاوزن السبعين، خطابا في قاعة الاجتماعات التاريخية في البرلمان النمساوي خطابا نددت فيه بالعنصرية وكراهية الأجانب.

غلاف قصة "الكلب والمعلم"

في سنواتها الأخيرة عاشت نوستلينغر متنقلة بين شقتها في حي فيينا العشرين ومزرعة في قرية ألتميلون في شمال النمسا السفلى.

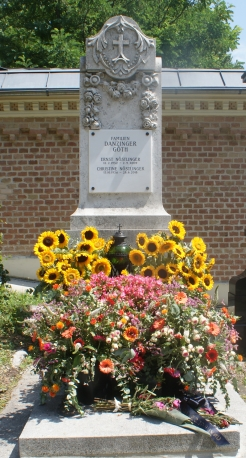
قبر كريستين نوستلينغر في مقبرة حي هيرنالز (الحي السابع عشر) في فيينا

في يونيو 2018، أعلنت نوستلنغر أنها لن تكتب كتب الأطفال بعد الآن بسبب تقدمها في السن ولأنها لم تعد تفهم «أطفال اليوم» الذين يجلسون على هواتفهم الذكية لفترة طويلة ويقرؤون الفنتازيا. عملت حتى قبيل وفاتها على قصائد باللهجة الفييناوية نُشرت في عام 2019.

## أعمالها
بأعمالها التي تجاوزت ال140 كتابا تعد نوستينغر واحدة من أكثر كتاب الأطفال الناطقين بالإلمانية شهرة وتأثيرا. تُرجمت أعمالها إلى لغات عدة وحصلت على جوائز دولية مهمة (ميدالية هانز كريستيان أندرسن، جائزة أسترد ليندغرن التذكارية).
بدأ عملها الأدبي مع كتاب الأطفال «فريدريكه الحمراء» (بالألمانية: Die Feuerrote Friedrike) الذي نُشر عام 1970،والذي رسمت صوره بنفسها في الأصل، وظهرت في 1997 منه طبعة برسومات من ابنتها الكبرى، باربرا فالدشوتز. كان هذا الكتاب في الأصل كتابًا مصورًا، وأضيف إليه نص القصة لاحقًا.
كذلك تعمل ابنتها الثانية، كريستيانه نوستلنغر في تصوير كتب الأطفال.
تتعامل كريستينه نوستلينغر في كتبها بشكل أساسي مع احتياجات الأطفال وتتناول مسائل السلطة والتحرر. تظهر في أعمالها الكثير من الشخصيات الخارجة، السلبية والإيجابية، فتُظهر على سبيل المثال في قصة "الطفل الزائر (بالألمانية: Das Austauschkind) مشكلة الوحدة، أو البحث عن الهوية كما في قصة غريتشن ساكماير (بالألمانية: Gretchen Sackmeier)، أو أزمة المعنى كما في إيلزه ياندا 14 عاما. عرضت نوستلنغر مرارا، بروح "أدب الأطفال والشباب الواقعي" الذي ظهر في السبعينيات، المشاكل الزوجية بين الوالدين، التي استوحتها من تاريخ عائلتها، وهو موضوع كان جديدا ومثيرة للجدل في أدب الأطفال والشباب في ذلك الزمن. تميز الجوانب السياسية والاجتماعية النقدية أعمال نوستلنغر بشدة، فقد لعبت طفولتها أثناء الحرب العالمية الثانية دورا مهما في صقل شخصيتها وتركت بصمة واضحة في أعمالها، كما نرى في قصة "طيري يا خنفساء!" (بالألمانية: Maikäfer flieg!)، و"أسبوعان في مايو"، أما في قصة "لا نبالي بملك الخيار" (بالألمانية: Wir pfeifen auf den Gurkenkönig) وشبح ليزا ريدل الحامي (بالألمانية: Lisa Riedl Schutzgespenst) فترسم صورة بشعة للفاشية (العائلية) اليومية. ومن أكثر قضاياهم إلحاحاً مقاومة الغطرسة والقمع والظلم بأي شكل من الأشكال. في سنواتها الأخيرة تخلّت عن الزخم التعليمي الثوري في قصصها لصالح نغمة أكثر تصالحا، إذ تعد تتوقع أن يكون للأدب تأثير تربوي.
بالإضافة إلى أعمالها الألمانية الفصحى، نشرت أيضًا بعض الأعمال باللفييناوية المحكية، مثل باللهجة، مثل الديوان الشعري «عن الأطفال المشحّرين» الذي صدر عام  1974 وأعيد إصداره عام 1994 بعنوان «عن الناس المشحّرين»، ولها كذلك قراءات لأعمال شعراء عامية نمساويين مثل قراءتها لأشعار كريستينه بوستا التي صدرت في عام 2009. بتشوب نصوصها عموما (الروايات والمقالات وأعمدة الصحف والشعر)  بلغة فيينا اليومية، بالإضافة إلى اختراعها الكلمات واللغة المستحدثة بصورة مبهجة قادت في البداية إلى انتقادها وعدم فهمها، ولكن هذا الأسلوب بات يحظى اليوم باعتراف بخصوصيته، وفي هذا السياق بالذات كان لعملها تأثير استقطابي وتكويني على تطوير أدب الأطفال والشباب باللغة الألمانية.
في التسعينيات والعقد الأول من القرن الحادي والعشرين، نشرت نوستلنغر أيضًا ثلاثة في فن الطهي: «الطبخ بملعقتين خرقاوتين» (بالألمانية: Mit zwei linken Kochlöffeln)، و«دخل كلب إلى المطبخ» (بالألمانية: Ein Hund kam in die Küche)، وألفباء المطابخ (بالألمانية: Das Küchen-ABC)

## نشاطات اجتماعية
- من 1997 إلى 1998 كانت نوستلنغر الرئيسة الفخرية لمنظمةـ SOS Mitmensch الخيرية النمساوية.
- عضو في اللجنة الدولية للمحكمة الدولية لحقوق الإنسان.

## وفاتها
في عام 2010 اكتشف لديها سرطان في الرحم، وكانت قبلها قد عولجت من سرطان الثدي، كما عانت لكونها مدخنة من مرض الانسداد الرئوي المزمن.
توفيت نوستلنغر في 13 يوليو 2018 ودفنت في مقبرة هيرنالز (حي فيينا السابع عشر)، ويقع قبرها في المجموعة 13، رقم 6) في فيينا. بناءً على طلبها نشر خبر وفاتها بعد الدفن.

## تكريم بعد وفاتها
- في مارس 2019، قرر مجلس حي فيينا السابع عشر إطلاق اسمها على ما كان يعرف بحديقة ليدل.[36]
- وفي سبتمبر 2019 قررت لجنة مجلس مدينة فيينا للثقافة والعلوم تسمية شارع في الحي العشرين باسمها.[37]
- في سبتمبر 2020 افتتح المبنى الجامعي «كريستينه نوستلنغر» في حي ليوبولدشتات (الحي الثاني) في فيينا.[38]

## ترجمات إلى العربية
- الكلب والمعلم، ترجمة عبد التواب يوسف، الهيئة المصرية العامة للكتاب، 2001، ISBN 9770173452
- حكايات فرانس / حكايات فرانس والخيل / حكايات جديدة لفرانس مع كرة القدم، ترجمة فيولا الراهب، هيئة أبو ظبي للثقافة والتراث «كلمة»، 2011، ISBN 9789948018025

## جوائز (مختارة)
- 1972 جائزة فريدريش بوديكر عن فيلم «فريدريكه الحمراء»
- 1973 جائزة الآداب الألمانية للشباب عن قصة نحن لا نهتم بملك الخيار

- 1974 جائزة الدولة النمساوية لأدب الأطفال والشباب عن قصة "الحذر! فرانيك يبدو غير مؤذ بالمرة!
- 1977 جائزة ميلدرد باتشلدر، عن قصة كونراد أو الطفل من علبة القصدير
- 1979 جائزة الدولة النمساوية لأدب الأطفال والشباب، عن قصة شبح روزا ريدل
- 1979 جائزة UNIDA للراديو عن قصة جي جي جونيور
- 1980 جائزة كتاب الشباب لمدينة فيينا عن قصة جي جي جونيور
- 1982 جائزة قلم تسلفيرين، عن قصة «طيري يا خنفساء!»
- 1984 جائزة هانز كريستيان أندرسن
- 1986 جائزة طوق يوهان نيستروي رينغ من مدينة فيينا
- 1986 جائزة «دود الكتب» من التلفزة الألمانية ZDF، عن قصة «لأنهم يدعوني آكل النمل.».
- 1987 جائزة الدولة النمساوية لأدب الأطفال والشباب عن قصة «الجد السري»
- 1987 جائزة كتاب الأطفال والشباب لمدينة فيينا عن «الجد السري»
- 1989 الجائزة النمساوية لأدب الأطفال والشباب
- 1990 جائزة البقرة القارئة، عن «القزم في الرأس»
- 1990 جائزة كتاب الأطفال والشباب لمدينة فيينا عن آنا ووات
- 1991 جائزة كتاب الأطفال والشباب لمدينة فيينا على أي حال وبشكل عام
- 1991 جائزة «دود الكتب» من التلفزة الألمانية ZDF، عن «علق الكاسترد على الحائط!»
- 1992 جائزة الجمعية الفنلندية للأطفال عن «تاريخ فرانز الطبّي»
- 1992 جائزة كتاب الأطفال من مدينة فيينا، عن فيلم «ميني يجب أن تذهب إلى المدرسة»
- 1993 الجائزة الأولى من مؤسسة فن الكتاب، عن «للفرد وللجميع»
- 1994 جائزة شركة جنرالي الخاصة للتربية اللاعنفية
- 1997 جائزة مدرسة شتايرمارك للقراءة عن «يوم الاثنين كل شيء مختلف تمامًا»
- 1998 الجائزة الفخرية من الناشرين النمساويين للتسامح في الفكر
- 2002 جائزة فيلدفايبشن، وهي جائزة لأدب الطفل من بلدية رايخلزهايم
- 2003 جائزة أستريد ليندغرن التذكارية، بالمناصفة مع موريس سينداك[39]
- 2003 صليب الشرف النمساوي للعلوم والفنون من الدرجة الأولى
- 2009 جائزة ويلي وهيلجا سيلز-فيرلون للصحافة النمساوية المناهضة للفاشية
- 2010 جائزة غرفة تجارة فيينا للكتاب
- 2010 تكريم جوانا دوهنال
- 2011 جائزة كورين الفخرية من رئيس الوزراء البافاري
- 2011 وسام الشرف الكبير للخدمات المقدمة إلى جمهورية النمسا[40]
- 2011 جائزة الكتاب المفضل
- 2011 جائزة برونو كريسكي للكتاب السياسي
- 2011 الكتب العشرة المختارة في يوم أندرسن، اختيرت قصة «لوريتا الرثة»
- 2014 جائزة كتاب الأطفال والشباب النمساوية، عن «عندما أراد والدي الزواج من والدة آنا لاكس»
- 2016 جائزة «إنجاز الحياة» من الوزارة النمساوية للصحة والمرأة
- 2018 جائزة ستيلا الخاصة للإنجازات الثقافية والسياسية والفنية

## قائمة بأهم أعمالها (باللغة الألمانية)
- Die feuerrote Friederike, 1970
- Die 3 Posträuber, 1971
- Die Kinder aus dem Kinderkeller, 1971
- Mr. Bats Meisterstück oder Die total verjüngte Oma, 1971
- Ein Mann für Mama, 1972
- Wir pfeifen auf den Gurkenkönig, 1972
- Pit und Anja entdecken das Jahr, 1972
- Der schwarze Mann und der große Hund, 1973
- Der kleine Herr greift ein, 1973
- Simsalabim, 1973
- Maikäfer flieg! 1973 (autobiografisch, spielt gegen Ende des Zweiten Weltkriegs)
- Iba de gaunz oaman Kinda, 1974
- Achtung! Vranek sieht ganz harmlos aus, 1974
- Der Spatz in der Hand und die Taube auf dem Dach, 1974
- Gugerells Hund, 1974
- Ilse Janda, 14 oder Die Ilse ist weg, 1974
- Konrad oder Das Kind aus der Konservenbüchse, 1975
- Der liebe Herr Teufel, 1975
- Stundenplan, 1975
- Rüb-rüb-hurra, 1975
- Die verliebten Riesen, 1976 (oder Pelinka und Satlatsch) ISBN 3-499-20471-1
- Das Leben der Tomanis, 1976
- Das will Jenny haben, 1977
- Lollipop, 1977
- Der kleine Jo, 1977, zus. mit Bettina Anrich-Wölfel
- Andreas oder Die unteren 7 Achtel des Eisbergs, 1978
- Die Geschichte von der Geschichte vom Pinguin, 1978
- Luki Live, 1978
- Rosa Riedl Schutzgespenst, 1979
- Liebe Freunde und Kollegen! Briefe von Dschi Dsche-i Dschunior, 1979
- Einer, 1980
- Der Denker greift ein, 1981
- Rosalinde hat Gedanken im Kopf, 1981
- Pfui Spinne! 1981
- Zwei Wochen im Mai, 1981 (autobiografisch, spielt nach dem Ende des Zweiten Weltkriegs)
- Gretchen Sackmeier, 1981
- Das Austauschkind, 1982
- Dicke Didi, fetter Felix, 1982
- Iba de gaunz oaman Fraun, 1982
- Ein Kater ist kein Sofakissen, 1982
- Jokel, Jula und Jericho, 1983
- Anatol und die Wurschtelfrau, 1983
- Gretchen hat Hänschen-Kummer, Oetinger, Hamburg 1983, ISBN 3-7891-2067-7
- Hugo, das Kind in den besten Jahren, 1983
- Jokel, Jula und Jericho, 1983
- Am Montag ist alles ganz anders, 1984
- Liebe Susi! Lieber Paul! 1984
- Olfi Obermeier und der Ödipus, 1984
- Die grüne Warzenbraut, 1984
- Prinz Ring, 1984
- Jakob auf der Bohnenleiter, 1984
- Vogelscheuchen, 1984
- Der Wauga, 1985
- Haushaltsschnecken leben länger, 1985
- Liebe Oma, Deine Susi, 1985
- Geschichten für Kinder in den besten Jahren, 1986
- Man nennt mich Ameisenbär, 1986
- Der Bohnen-Jim, 1986
- Der geheime Großvater, 1986
- Oh, du Hölle, 1986
- Susis geheimes Tagebuch, 1986
- Iba den gaunz oaman Mauna, 1987
- Der Hund kommt!, 1987
- Wetti & Babs, 1987
- Werter Nachwuchs! Die nie geschriebenen Briefe der Emma K., 75. 1. Teil, 1988
- Der neue Pinocchio, 1988
- Echt Susi, 1988
- Gretchen, mein Mädchen, 1988
- Der Zwerg im Kopf, 1989
- Einen Löffel für den Papa, 1989
- Sepp und Seppi, 1989
- Anna und die Wut, 1990
- Der gefrorene Prinz, 1990
- Klicketick, 1990
- Mein Tagebuch, 1990
- Manchmal möchte ich ein Single sein, 1990
- Nagle einen Pudding an die Wand!, 1991
- Eine mächtige Liebe, 1991
- Sowieso und überhaupt, 1991
- Wie ein Ei dem anderen, 1991
- Wetti & Babs, 1992
- Ein und alles, 1992
- Spürnase Jakob Nachbarkind, 1992
- Salut für Mama, 1992
- Liebe Tochter, werter Sohn. Die nie geschriebenen Briefe der Emma K., 75. 2. Teil, 1992
- Susis geheimes Tagebuch/Pauls geheimes Tagebuch, 1993 ISBN 3-900763-03-8
- Einen Vater hab ich auch, 1993
- Management by Mama, 1994
- Der TV-Karl, 1995
- Mama mia, 1995
- Vom weißen Elefanten und den roten Luftballons, 1995
- Villa Henriette, 1996
- Iba de gaunz oaman Leit, 1996
- Mein Gegenteil, 1996 (Gedichte für Kinder)
- Bonsai, 1997
- Lillis Supercoup, 2004 ISBN 978-3-401-02368-7
- Pudding-Pauli rührt um, 2009 ISBN 978-3-8000-5471-8
- Iba de gaunz oamen Leit, Neuauflage 2009 ISBN 978-3-7017-1516-9
- Die Sache mit dem Gruselwusel, 2009 ISBN 978-3-7017-2060-6
- Pudding-Pauli deckt auf, 2010 ISBN 978-3-8000-5540-1
- Lumpenloretta, 2010 ISBN 978-3-7017-2027-9
- Eine Frau sein ist kein Sport, 2011 ISBN 978-3-7017-1575-6
- Pudding-Pauli serviert ab, 2011 ISBN 978-3-8000-5613-2
- Guter Drache, Böser Drache, 2012
- Als mein Vater die Mutter der Anna Lachs heiraten wollte, 2013
- Glück ist was für Augenblicke, 2013
- Geschichten vom Franz (Serie)
  - Geschichten vom Franz, 1984
  - Neues vom Franz, 1985
  - Schulgeschichten vom Franz, 1987
  - Neue Schulgeschichten vom Franz, 1988
  - Feriengeschichten vom Franz, 1989
  - Krankengeschichten vom Franz, 1990
  - Liebesgeschichten vom Franz, 1991
  - Allerhand vom Franz („Best of“ der ersten Bücher), 1991
  - Weihnachtsgeschichten vom Franz, 1993
  - Fernsehgeschichten vom Franz, 1994
  - Hundegeschichten vom Franz, 1996
  - Babygeschichten vom Franz, 1998
  - Opageschichten vom Franz, 2000
  - Fußballgeschichten vom Franz, 2002
  - Pferdegeschichten vom Franz, 2003
  - Quatschgeschichten vom Franz, 2005
  - Neue Fußballgeschichten vom Franz, 2006
  - Franz auf Klassenfahrt, 2007
  - Detektivgeschichten vom Franz, 2010
  - Freundschaftsgeschichten vom Franz, 2011
- Mini (Serie)
  - Mini trifft den Weihnachtsmann, 1992
  - Mini fährt ans Meer, 1992
  - Mini muss in die Schule, 1992
  - Mini und Mauz, 1992
  - Mini wird zum Meier, 1992
  - Mini ist die Größte, 1993
  - Mini als Hausfrau, 1993
  - Mini bekommt einen Opa, 1994
  - Mini muss Ski fahren, 1994
  - Mini erlebt einen Krimi, 1996
  - Mini ist kein Angsthase, 1997
  - Mini ist verliebt, 1999
  - Mini feiert Geburtstag, 2002
  - Mini unter Verdacht, 2007
- Dani Dachs (Serie)
  - Dani Dachs will eine rote Kappe, 2001
  - Dani Dachs will sich wehren, 2001
  - Dani Dachs holt Blumen für Mama, 2002
  - Dani Dachs hat Monster-Angst, 2003
- Ned, dasi ned gean do warat, Gedichte, 2019 (posthume Veröffentlichung), ISBN 978-3-7017-1715-6

## أفلام من قصصها
- 1973: Ein Mann für Mama – Regie: Otto Anton Eder
- 1974: Wir pfeifen auf den Gurkenkönig – Regie: Hark Bohm, nach dem gleichnamigen Roman
- 1975: Achtung! Vranek sieht ganz harmlos aus (Fernsehfilm)
- 1976: Familienzauber – Regie: Walter Davy
- 1976: Die Ilse ist weg – Regie: Ilse Hofmann
- 1977: Die Emmingers – Regie: Walter Davy
- 1978: Die Brille – Kurzfilm des ORF zum Thema Zivilcourage
- 1979: Dschi-Dsche-i Dschunior. Nachhilfe-Stunde – Wir-Extra, Produktion des ORF
- 1981: Es hat sich eröffnet – Regie: Susanne Zanke
- 1981: Die Weltmaschine – Regie: Peter Patzak
- 1982: Konrad aus der Konservenbüchse – Regie: Claudia Schröder
- 1983: Auf immer und ewig – Regie: Hartmut Griesmayr nach dem Buch Eine mächtige Liebe
- 1985: Es ist mir ein Dorn im Auge – ein Film über Schrebergärten, Produktion: ORF
- 1985: Konrad aus der Konservenbüchse – Regie: Nell Cox (USA)
- 1986: Wiener Vierteltour – Regie: Rainer Pilcik, Produktion: ORF
- 1987: Der liebe Herr Teufel – Regie: Sepp Strubel, Spiel der Augsburger Puppenkiste
- 1987: Ein Mann nach meinem Herzen – Regie: Dieter Lemmel
- 1987: Rosa und Rosalind – Regie: Anton Reitzenstein
- 1988: Im Vergleich zu anderen – Regie: Anton Reitzenstein
- 1989: Die verlorene Wut – Regie: Anton Reitzenstein
- 1991: Der Zwerg im Kopf – Regie: Claudia Schröder
- 1991: Sowieso und überhaupt (TV-Serie in 6 Teilen) – Regie: Anton Reitzenstein u. a.[41]
- 1991: Frank und frei – Musik: Erich Meixner, Produktion: Schmetterlinge
- 1992: Vier Frauen sind einfach zuviel – Regie: Hartmut Griesmayr – Drehbuch
- 1992: Ein Wahnsinnskind – Fernsehserie (6 Folgen à 30 min) nach dem Roman Einen Vater hab ich auch
- 1993: Eine Dicke mit Taille – Regie: Heide Pils – Drehbuch
- 1994: Rosa, das Schutzgespenst – Regie: Véra Plívová-Simková, Drahomíra Králová
- 1994: Nicht ohne Marie – Regie: Alois Hawlik
- 1998: Die 3 Posträuber – Regie: Andreas Prochaska
- 2004: Villa Henriette – Regie: Peter Payer (auch Cameo-Auftritt)
- 2016: Maikäfer flieg – Regie: Mirjam Unger

وصلات خارجية
- موقع كريستينه نوستلنغر - باللغة الإنكليزية
- نصوص عن كريستينه نوستلنغر في فهرس مكتبة ألمانيا الوطنية
- كريستين نوستلينجر في Deutsches Taschenbuch Verlag
- كريستين نوستلينجر في دار نشر بيلتز
- كريستين نوستلينجر في Verlag Fischer
- كريستين نوستلينغر في دار نشر فريدريش أويتينغر
- كريستين نوستلينجر في فندق Residenz Verlag
- كريستين نوستلينجر في دار نشر جي آند جي
- السيرة الذاتية والأدب والمصادر على كريستين نوستلينجر. FemBio من معهد أبحاث السيرة الذاتية للمرأة
- تسجيلات الأرشيف مع كريستين نوستلينجر في الأرشيف عبر الإنترنت لمكتبة الوسائط النمساوية (المقابلات، قراءات الأدب)
- فيديو حلقة من برنامج Willkommen Österreich استضافت كريستين نوستلينغر (بالألمانية) نسخة محفوظة 26 مارس 2014 على موقع واي باك مشين.